# Eurysyllis americana
Eurysyllis americana är en ringmaskart som först beskrevs av Hartman 1961.  Eurysyllis americana ingår i släktet Eurysyllis och familjen Syllidae. Inga underarter finns listade i Catalogue of Life.